# جون مكينيس
جون مكينيس هو سياسي كندي، ولد في 19 أكتوبر 1950 في كندا، وتوفي في 26 نوفمبر 2003 في فانكوفر في كندا. حزبياً، نشط في Alberta New Democratic Party ‏. وقد انتخب عضو الجمعية التشريعية ألبرتا.